# Uppsala postterminal

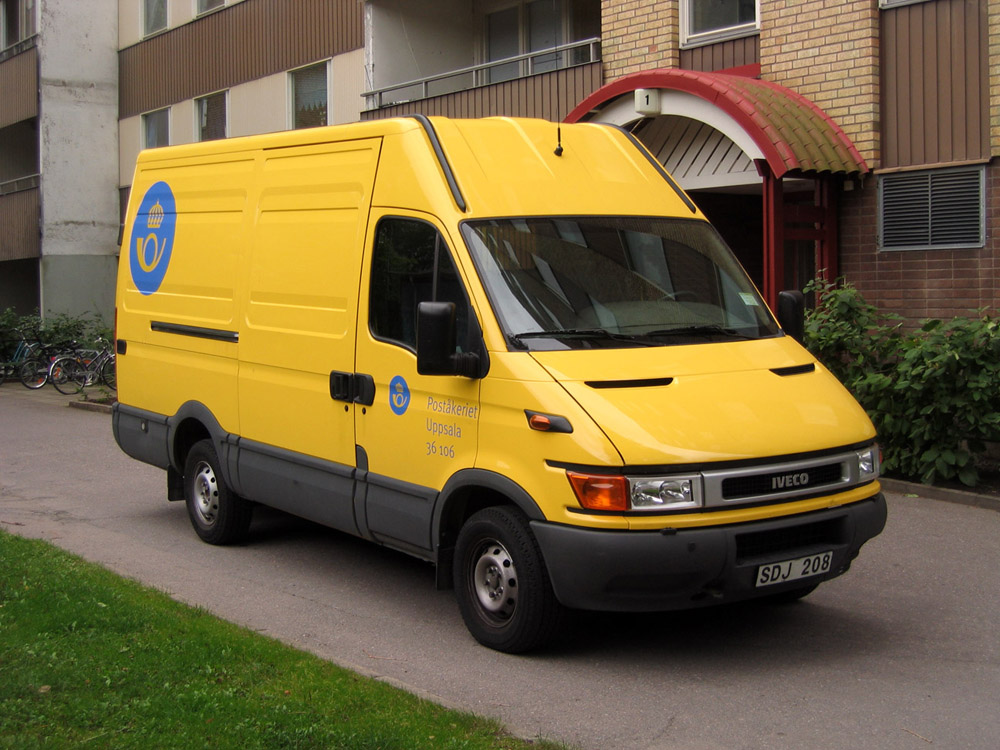
En Iveco Daily Daily från Posten Logistik Uppsala.

Uppsala postterminal var en tidigare terminal för sortering av post i Uppsala. Terminalen drevs av PostNord och avvecklades under 2014–2015 efter att företaget genomgått en omorganisation och flyttats till Rosersbergs postterminal.

## Historia (i urval)
Under 2010 blev det klart att postterminalen i Uppsala skulle läggas ned. I september 2014 flyttades delar av verksamheten till Rosersberg. I januari 2015 lades verksamheten ned helt. Nedläggningen av postterminalen berörde i Uppsala totalt 495 arbetstillfällen.